# Telechips
Telechips (кор. 텔레칩스) — южнокорейская бесфабричная компания, разрабатывающая однокристальные системы на архитектуре ARM, беспроводные модули, DSP и другие микроэлектронные компоненты. Основана в октябре 1999 года в Сеуле. Имеет региональные офисы в Японии, Китае и Сингапуре. Согласно корейской классификации, относится к «Non-memory chip developer», поскольку не разрабатывает запоминающих устройств.
Ряд топ-менеджеров Telechips являются выходцами из Samsung. Компания имела статус партнёра Samsung в сфере разработки микроконтроллеров, что обеспечивало тесное взаимодействие и обмен наработками.

## История
Компания была основана в Сеуле в октябре 1999 года бывшими сотрудниками Samsung. Первым направлением деятельности были телекоммуникационные компоненты.
В 2001 году компания начала развивать направление мультимедийных компонентов. Было замечено, что сигнальные процессоры, которые Telechips активно разрабатывала для коммуникационного направления, могут быть адаптированы для использования в портативных MP3-плеерах, рынок которых активно рос. Для успешного захвата доли рынка было принято решение выпустить необычный компонент — чип двойного назначения, не только способный декодировать сжатые форматы, но и сжимающий в MP3. Так было выпущено семейство TCC71x, которое представляло собой отдельные MP3-кодеки на основе 24-битного DSP для работы совместно с универсальным управляющим процессором. Эти чипы, помимо всего прочего, имели 5-полосный эквалайзер. Были выпущены 2 варианта — более дешёвый TCC710 и энергоэффективный TCC711.
Новые чипы не стали очень успешными из-за конкуренции с продукцией Micronas. Однако в 2003 году Telechips выпустила чипы серии ТСС73х, которые стали очень популярны. Им на смену вскоре пришло семейство с меньшим индексом — ТСС72х. Несмотря на некоторые технологические проблемы (проблемная система взаимодействия с внешней оперативной памятью), к 2004 году компания Telechips заняла уже 18 % рынка платформ для МР3-плееров, а её чипы использовались как корейскими, так и китайскими и даже европейскими производителями.
После пика наступил период спада продаж — сильное давление начали оказывать китайские производители плееров, которые закупали компоненты у других производителей. В 2004 году была выпущена удачная система TCC76x, а ещё через год — TCC77x. Последняя система перешла на техпроцесс 1300 нм, получила поддержку USB 2.0 и OTG, а тактовая частота снизилась до 120 МГц, что не повредило производительности, но позволило выиграть в энергопотреблении. На основе этой системы выпускались и loseless-плееры.
Однако проблемы компании решить не удавалось. В связи с этим выпуск линейки ТСС75х был отменён. К 2006 году практически «вымерли» мелкие корейские производители плееров — основные клиенты Telechips. Оставшихся клиентов (в основном тайваньских) хватало для выживания, но было недостаточно для активного развития.
В 2010 году компания выпускала несколько ARM-процессоров для бюджетных планшетов на Android, в частности, серию ТСС880х на ядре Cortex A8.
В марте 2016 года была представлена однокристальная система TCC898х Alligator, предназначенная для использования в микрокомпьютерах и телеприставках. Система имеет 4 ядра Cortex A53 и сопроцессор Cortex M4, а также видеоускоритель Mali 400MP2, что явно свидетельствует о её бюджетном характере.
После 2017 года компания сосредоточилась на двух направлениях: более приоритетным является разработка решений для автомобильной электроники, менее приоритетным — системы умного дома.

## Продукция

### Процессоры (системы на чипе)
- TCC898x Alligator (ARM Cortex-A53 Quad)[5]
- TCC897x (ARM Cortex-A7 Quad)[6]
- TCC896x (ARM Cortex-A15 Dual, Cortex-A7 Quad)[7]
- TCC893x (ARM Cortex-A9 Dual Core)[8][9]
- TCC892x (ARM Cortex-A5)[10][11]
- TCC880x (ARM Cortex-A8)[12][13]
- TCC890x (ARM 11)[14][15]
- TCC8010 (ARM9)[16][17]
- TCC8005S (ARM9)[18]

### Коммуникационные IC
- TCC3171 / TCC3170 (T-DMB/DAB).[19][20]
- TCC3510 / TCC3520 (T-DMB/DVB-T/One-Seg/CMMB).[21][22]
- TCC3530 / TCC3531 / TCC3532 (ISDB-T).[23][24]
- TCM3800 (Bluetooth, WiFi Module).[25][25]
- TCM3900 (Bluetooth Module).[26][26]